# Srževica
Srževica je naselje v Občini Šentjur.